# Fernando Belluschi
Fernando Daniel Belluschi (ur. 10 września 1983 w Los Quirquinchos) – argentyński piłkarz grający na pozycji ofensywnego pomocnika. Posiada także obywatelstwo włoskie.

## Kariera klubowa
Belluschi pochodzi z prowincji Santa Fe. Karierę piłkarską rozpoczął w klubie Newell’s Old Boys z miasta Rosario. W 2002 roku awansował do składu pierwszej drużyny, a 8 września zadebiutował w jego barwach w rozgrywkach Primera División w wygranym 2:1 meczu z Nueva Chicago Buenos Aires. W 2004 roku wywalczył z Newell’s Old Boys mistrzostwo fazy Apertura i wtedy też zaczął grywać w pierwszym składzie tego zespołu. Od lata 2004 do lata 2006 zdobył 19 goli dla klubu z Rosario. Latem 2006 Belluschi odszedł do jednego z najbardziej utytułowanych klubów Argentyny, stołecznego River Plate. Miał tam zastąpić odchodzącego do Paris Saint-Germain Marcelo Gallardo. W „Los Millonarios” rozegrał trzy fazy i łącznie wystąpił w 48 meczach, w których strzelił 13 goli.
Na początku 2008 roku Belluschi odszedł z River Plate i za 7,4 miliona euro trafił do greckiego Olympiakosu Pireus. W Alpha Ethniki zadebiutował 27 stycznia w wygranym 1:0 domowym spotkaniu z Arisem Salonki. W całym sezonie zdobył jednego gola i został z Olympiakosem mistrzem Grecji. Wywalczył także Puchar Grecji. W 2009 roku ponownie wywalczył mistrzostwo Grecji.
6 lipca 2009 roku Belluschi został zawodnikiem FC Porto, do którego trafił za 5 milionów euro. Pod koniec sierpnia 2012 roku podpisał 3-letni kontrakt z tureckim zespołem Bursaspor.
| Sezon   | Klub              | Kraj       | Rozgrywki        | Mecze | Bramki |
| ------- | ----------------- | ---------- | ---------------- | ----- | ------ |
| 2002/03 | Newell’s Old Boys | Argentyna  | Primera División | 10    | 0      |
| 2003/04 | Newell’s Old Boys | Argentyna  | Primera División | 12    | 1      |
| 2004/05 | Newell’s Old Boys | Argentyna  | Primera División | 33    | 8      |
| 2005/06 | Newell’s Old Boys | Argentyna  | Primera División | 35    | 11     |
| 2006/07 | River Plate       | Argentyna  | Primera División | 36    | 6      |
| 2007/08 | River Plate       | Argentyna  | Primera División | 12    | 7      |
| 2007/08 | Olympiakos SFP    | Grecja     | Alpha Ethniki    | 11    | 1      |
| 2008/09 | Olympiakos SFP    | Grecja     | Alpha Ethniki    | 25    | 5      |
| 2009/10 | FC Porto          | Portugalia | Superliga        | 27    | 3      |
| 2010/11 | FC Porto          | Portugalia | Superliga        | 26    | 2      |

## Kariera reprezentacyjna
W reprezentacji Argentyny Belluschi zadebiutował 9 marca 2005 roku w zremisowanym 1:1 towarzyskim spotkaniu z Meksykiem. Swoje drugie spotkanie w kadrze rozegrał w kwietniu 2007 przeciwko Chile.